# Pergamino (partido)
Pour l’article homonyme, voir Pergamino.
Pergamino est un partido de la province de Buenos Aires fondée en 1626 dont la capitale est Pergamino.